# 梳妆台遗址
梳妆台遗址位于彭刘杨路235号附近，是武昌明代楚王府的遗迹。传说宫内妃子曾在此梳妆。古武昌城内有“三台八井九湖十三山”胜景，梳妆台为“三台”之一。现为武汉市文物保护单位。

## 历史
原武昌城中有明楚王府，其背靠蛇山南麓，与大朝街（今复兴路）、阅马场、长街（今后长街）相临，广二里深四里，高二丈九尺，明末被焚。至清同治年间，梳妝臺为当时尚在留存的原楚王府故宫遗迹。
|                                     |  |  |
| ——《同治江夏縣誌·卷二·疆土誌·古蹟》 |  |  |

武昌流传着梳妆台的传说：据说楚王好色，觊觎汉阳江中美貌渔女。龟山脚下，藩王见渔船上姑娘与后生对唱，下令抢夺姑娘。姑娘令楚王造梳妆台，楚王起台于王府最高坡。姑娘于其上梳妆完毕，跳江自尽。这便是梳妆台的由来。

## 文物保护
现梳妆台遗址只保留遗址土台基。1987年，遗址入选武昌区级文物保护单位，并重建了纪念亭。亭中设圆形石台和四个圆形石凳。2023年列入武汉市文物保护单位。